# George D. Aiken
George D. Aiken (Dummerston, 1892. augusztus 20. – Montpelier, 1984. november 19.) az Amerikai Egyesült Államok szenátora (Vermont, 1941–1975).